# Madona cu rozariul

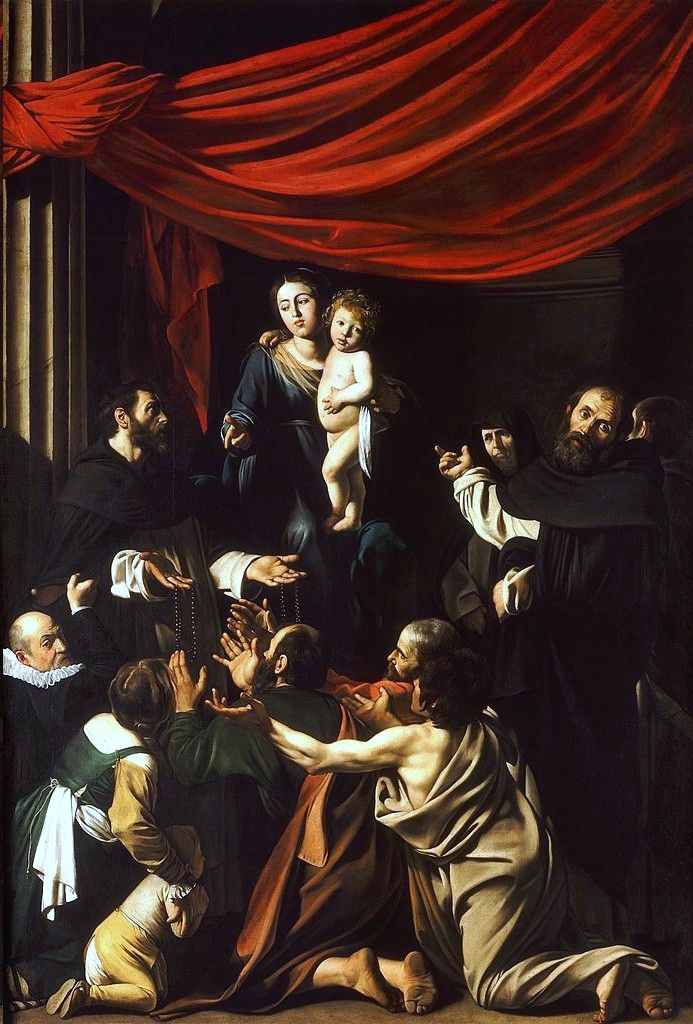
Madona cu rozairul, pictată de Caravaggio

Madona cu rozairul a fost pictată de Caravaggio între anii 1606-1607. Se află la Muzeul de Istorie a Artei din Viena.

## Descriere
La 26 mai 1606, la Roma, Caravaggio îl ucide pe Ranuccio Tomassioni da Terni, adversarul său într-un joc cu bile. Caravaggio părăsește teritoriul pontificat, dar nu duce lipsă de protectori. Artistul își găsește refugiul în casa lui Lugi Carafa, fiul ducelui Mondragone și al Giovanei Colonna, sora cardinalului Ascanio. Lugi a comandat capodopera din imagine pentru capela familiei, dedicată Madonei cu rozairul. Tabloul nu a fost expus niciodată în capelă. În anul 1607, icoana este vândută pictorului flamand Louis Finson, pentru 400 de ducați. Multe dintre tablourile lui Caravaggio au fost scoase din altare, că ilustrau teme profane. În capodopera din imagine, totul este sacru, exceptând picioarele prăfuite ale bărbatului care imploră în prim-plan. Întreaga scenă, teatrală, este dominată de cortina roșie, imensă. Fecioara Maria cu Pruncul se află în fața Sfântului Dominic, care ține în mînă rozairul. În partea dreaptă se află martirul Petru. În fața Sfântului Dominic stau îngenuncheați niște oameni sărmani, care nu văd miracolul apariției Fecioarei.